# プレザント・ポイント (ニュージーランド)
プレザント・ポイント（英: Pleasant Point）は、ニュージーランドのカンタベリー地方南部にある小さな田舎町で、ティマルーの北西約19kmの内陸に位置する。周辺の農業地帯を含めた町は人口1,222人。
その見どころの1つに、プレザント・ポイント駅（1874年設置）を中心とした保存鉄道である「プレザント・ポイント博物館と鉄道」 (Pleasant Point Museum and Railway) があり、蒸気機関車や、世界で2両だけのモデルT・フォード鉄道車両 (Model T Ford railcar) のレプリカの1両を運行する。ほぼ100年の間、フェアリー支線 (Fairlie Branch) 鉄道が町を通っていたが、1968年3月2日に閉鎖。保存鉄道は支線の旧路線に沿った2.5kmの線路を利用する。
プリザント・ポイントは、吹きガラス、剥製、鍛冶屋でも知られており、そしてマオリの岩絵が近くで見られる。葡萄園もまた地域に定着している。

## 参考資料
- “Pleasant Point” (英語).  Timaru District Council. 2013年12月13日閲覧。
- “Pleasant Point Railway & Historical Society” (英語). 2013年12月13日閲覧。

## 外部リンク

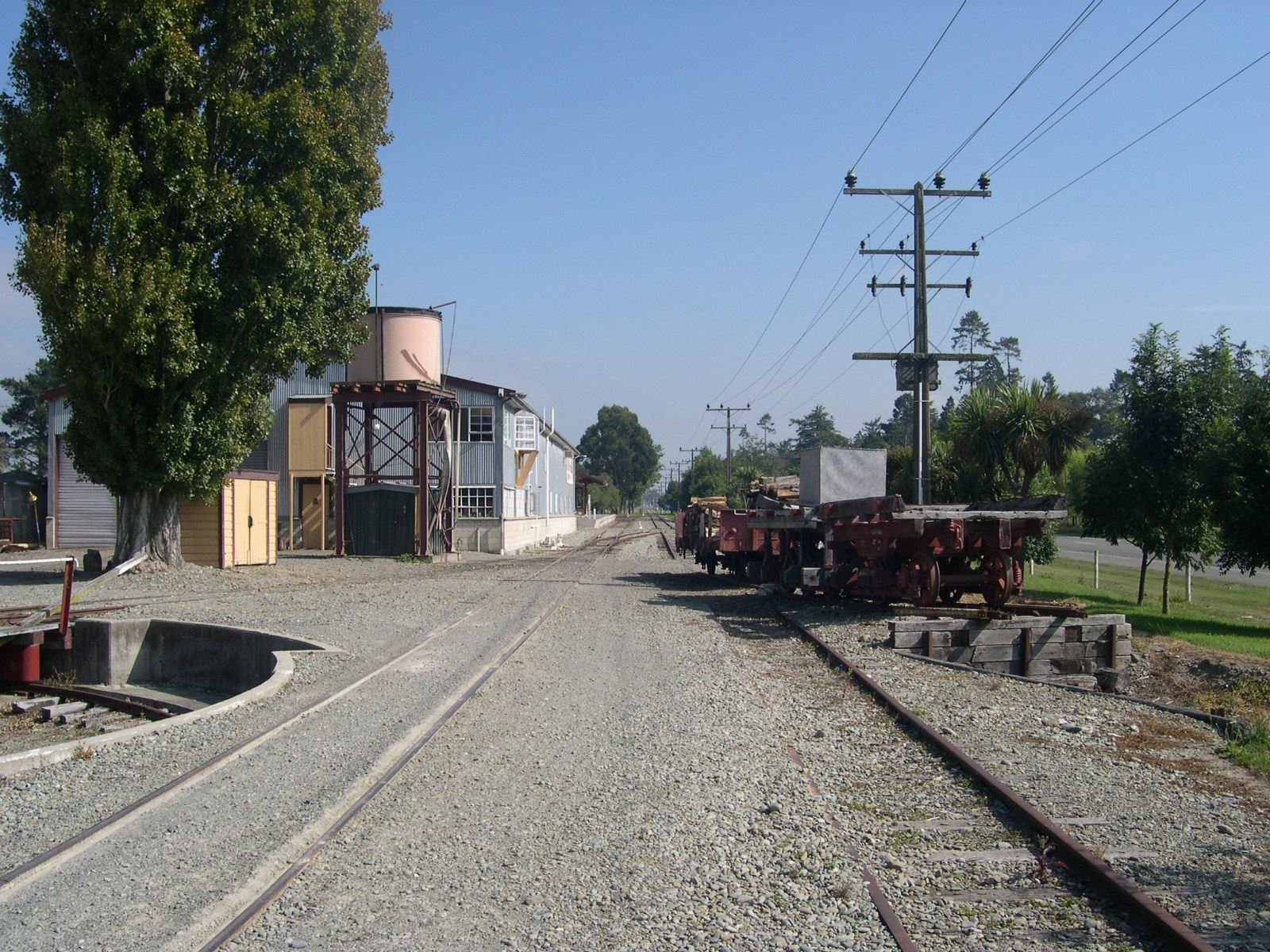
プレザント・ポイント鉄道の線路